# Sachsen-Anhalts lantdag

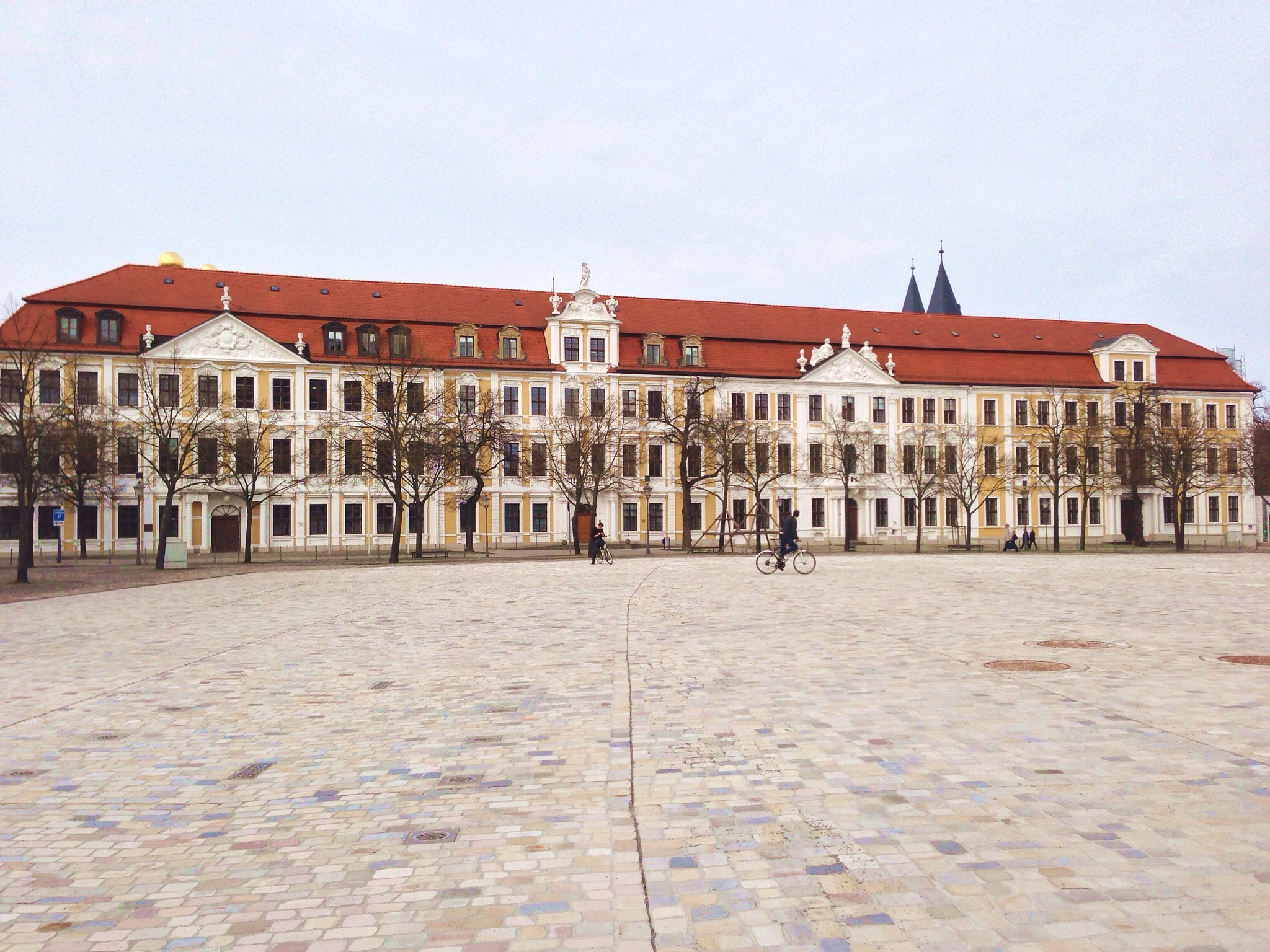
Lantdagshuset i Magdeburg.

Sachsen-Anhalts lantdag, tyska: Landtag von Sachsen-Anhalt, är delstatsparlamentet i det tyska förbundslandet Sachsen-Anhalt. Lantdagen inrättades i sin nuvarande form 1990 i samband med Tysklands återförening och återskapandet av Sachsen-Anhalt som förbundsland. Lantdagen har sina lokaler i det historiska kvarteret vid Domplatz 6–9 i förbundslandets huvudstad Magdeburg.
Val till lantdagen sker vart femte år, senast i mars 2016[Uppdatering behövs], då konservativa CDU blev största parti med 31 av 87 mandat. Andra partier representerade i lantdagen är Alternativ för Tyskland (21), Die Linke (16), SPD (11), Die Grünen (5) samt 3 politiska vildar.